# Liga Oro de hockey línea 2019-20
La temporada 2019-20 de la Liga Oro de hockey línea la disputan ocho equipos de hockey sobre patines en línea de España. El torneo lo organiza la Real Federación Española de Patinaje (RFEP).

## Equipos
| Club                                   | Sede                | Comunidad autónoma   |
| -------------------------------------- | ------------------- | -------------------- |
| Hockey Club Playas de Oropesa          | Oropesa del Mar     | Comunidad Valenciana |
| CPLV Club Patinaje en Línea Valladolid | Valladolid          | Castilla y León      |
| Tres Cantos Patín Club B               | Madrid              | Madrid               |
| Arona Guanches Hockey Club             | Tenerife            | Islas Canarias       |
| Espanya Hockey Club B                  | Mallorca            | Islas Baleares       |
| SAB Tucans ASME                        | San Adrián de Besós | Cataluña             |
| Hockey Club Castellón B                | Castellón           | Comunidad Valenciana |
| Hockey Club Rubí Cent Patins B         | Rubí                | Cataluña             |

## Clasificación
| | Equipo                         | Puntos | Bonus | J  | G  | E | P | GF | GC | DG  |
| --- | ------------------------------ | ------ | ----- | -- | -- | - | - | -- | -- | --- |
| 1 | CPL Valladolid UEMC B          | 35     | 1     | 12 | 11 | 1 | 0 | 70 | 21 | 49  |
| 2 | Hockey Club Playas de Oropesa  | 33     | 0     | 12 | 11 | 0 | 1 | 59 | 30 | 29  |
| 3 | Arona Guanches Hockey Club     | 20     | 0     | 12 | 6  | 2 | 4 | 57 | 40 | 17  |
| 4 | SAB Tucans ASME                | 19     | 2     | 12 | 5  | 2 | 5 | 46 | 54 | -8  |
| 5 | TRES CANTOS PC B               | 16     | 0     | 13 | 5  | 1 | 7 | 46 | 56 | -10 |
| 6 | Hockey Club Rubí Cent Patins B | 9      | 0     | 11 | 3  | 0 | 8 | 21 | 53 | -32 |
| 7 | Espanya Hockey Club B          | 5      | 1     | 11 | 1  | 1 | 9 | 32 | 47 | -15 |
| 8 | Hockey Club Castellón B        | 4      | 0     | 11 | 1  | 1 | 9 | 22 | 52 | -30 |
| Fuente: Federación Española de Patinaje: Clasificación de la Liga Oro de hockey línea; actualización automática |                                |        |       |    |    |   |   |    |    |     |

- Datos: Q71715226